# Cornelius Ubbo Ariëns Kappers
Cornelius Ubbo Ariëns Kappers (Groningen, 9 de agosto de 1877 – Amsterdam, 28 de julho de 1946) foi um neurologista e anatomista neerlandês.
Em 1922 foi eleito membro da Academia Real das Artes e Ciências dos Países Baixos.

## Publicaçções selecionadas
- 1904 De banen en centra in de hersenen der teleostiers en selachiers
- 1907 Untersuchungen über das Gehirn der Ganoiden Amia calva und Lepidosteus osseus
- 1910 "The migrations of the motor cells of the bulbar trigeminus, abducens and facialis in the series of vertebrates, and the differences in the course of their root-fibres"
- 1921 Die vergleichende Anatomie des Nervensystems der Wirbeltiere und des Menschen (published in English in 1936 as "The comparative anatomy of the nervous system of vertebrates, including man" and in French in 1947 as Anatomie comparee du systeme nerveux, particulierement de celui des mammiferes et de l'homme).
- 1922 Zielsinzicht en levensopbouw
- 1928 "Three lectures on neurobiotaxis and other subjects delivered at the University of Copenhagen"
- (1928?) Vergleichende Anatomie des Nervensystems
- 1929 "The evolution of the nervous system in invertebrates, vertebrates and man"
- 1931 "The anthropology of the Near East"
- 1934 "An introduction to the anthropology of the Near East in ancient and recent times"
- (1934?) Reiziger in breinen: herinneringen van een hersenonderzoeker
- 1934 Nervensystem [2]